# Atopocottus tribranchius
Atopocottus tribranchius – gatunek morskiej ryby skorpenokształtnej (Scorpaeniformes) z rodziny głowaczowatych (Cottidae), jedyny przedstawiciel rodzaju Atopocottus.

## Występowanie
Występuje w wodach północno-zachodniego Oceanu Spokojnego na głębokościach do 100 m. Osiąga długość 3 cm.